# Ataraxie (Band)
Ataraxie ist eine 2000 in Rouen gegründete Death-Doom- und Funeral-Doom-Band.

## Geschichte

### Gründungsjahre
Ataraxie wurde zum Ende des Jahres 2000 von dem Sänger und Bassisten Jonathan Théry, nach der Auflösung der Black-Metal-Band Reign of Evil gegründet. Gemeinsam mit dem Reign-of-Evil-Gitarristen Clément sowie Schlagzeuger Pierre Sénécal und Gitarrist Sylvain Estève, die Théry über einen Aushang im Tonträgergeschäft Hellion Records kennengelernt hatte, fand die Band eine erste feste Besetzung. Nach Auftritten im April 2001 verließ Clément im Juni des gleichen Jahres die Gruppe und wurde durch Frédéric Patte-Brasseur, erneut über Hellion Records akquiriert, ersetzt. In den frühen Jahren ihrer Aktivität erspielte sich Ataraxie einen guten Ruf als Live-Band. Europaweite Auftritte als Vorgruppe für Morgion, Mourning Beloveth und Evoken sowie ein Auftritt während der Austragung des zweiten niederländischen Festivals Dutch Doom Days fanden noch vor der ersten offiziellen Veröffentlichung der Gruppe statt. Indes erschien im Januar 2003 mit The Other Path ein im Studio eingespieltes Demo. Bis zur ersten regulären Veröffentlichung verstrichen noch weitere Jahre, die laut Patte-Brasseur auf das unstete Gefüge der Gruppe zurückzuführen seien. Théry ergänzte, dass der von Ataraxie gespielte Stil zu dieser Zeit keine Popularität genoss und Labels, die Death Doom vermarkteten, Wert auf einen kompatibleren Stil in Annäherung an den Gothic Metal legten.

„Das Gothic-Metal-Genre hatte die Death-Doom-Szene mit all diesen unerträglichen ‘Beauty-and-the-Beast’-Bands, die von Theatre of Tragedy inspiriert wurden, oder mit den nur langsam spielenden Bands ohne Doom- oder Death-Metal-Einflüsse, extrem kontaminiert. Deshalb war es keine leichte Aufgabe ein Label zu finden das ernsthaft daran interessiert war Old School Doom Death, ohne Verkaufsargumente wie eine schöne singende Frau oder romantische Keyboards zu veröffentlichen.“

### Slow Transcending Agony

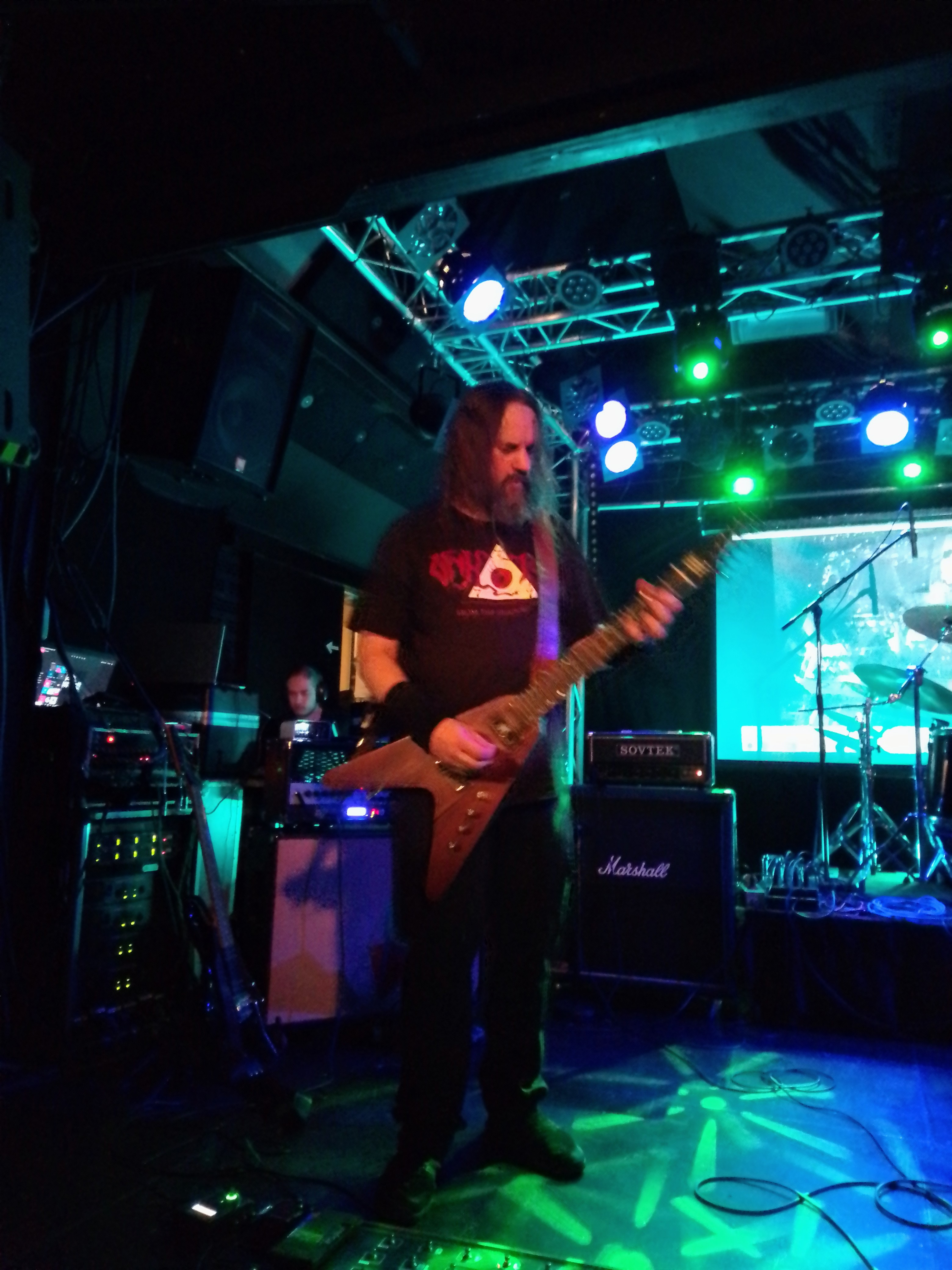
Frédéric Patte-Brasseur mit Ataraxie bei den Dutch Doom Days 2021

Einen Vertrag schloss die Band letztendlich mit dem japanischen Extreme-Doom-Label Weird Truth Productions ab. Die Kooperation zwischen Weird Truth und Ataraxie blieb darauf folgend langfristig bestehen. Théry betonte noch Jahre nach der Veröffentlichung des Debüts, er empfinde es als „eine Ehre, mit einem solchen Underground-Label zu arbeiten“ und hob vorausgegangene Veröffentlichungen des Labels hervor. In der Zwischenzeit entstand in den Beneluxstaaten eine Death-Doom-Szene, zu welcher Ataraxie und die personell eng mit dieser Gruppe verbundene Funeral-Doom-Band Funeralium gehörte. Diese kleine Szene organisierte erste Konzerte und Festivals miteinander.
Das sodann im Juni 2005 erschienene Debütalbum Slow Transcending Agony nahm die Band im Sommer 2004 im CCR Studio im belgischen Zulte mit Kris Belaen, der unter anderem bereits für Pantheist und No Return tätig war, auf. Das Album wurde international positiv aufgenommen und die erste Marge von 1.000 Einheiten war bis zum Dezember des Jahres ausverkauft. Seither seither gilt Slow Transcending Agony als ein Genre-Klassiker. Im Anschluss an die Veröffentlichung trat die Band in Frankreich sowie im europäischen Umland mit weiteren Größen des gesamten Doom-Metal-Spektrums wie Esoteric, Count Raven, Place of Skulls, Reverend Bizarre, Saturnus oder Cult of Luna sowie im Jahr 2006 erneut während des Festivals Dutch Doom Days, auf. Der Festival-Auftritt wurde aufgezeichnet. Ein von Ataraxie gespieltes Stück wurde als Teil der offiziellen Festival-DVD veröffentlicht. Die verbliebenen Aufnahmen sollten später einer weiteren Verwendung zugeführt werden. Eine Veröffentlichung blieb allerdings aus.

### Anhédonie
Das zweite seit 2005 in Arbeit befindliche Studioalbum wurde in der gleichen Konstellation aus Band, Studio und Produzent 2007 aufgenommen und 2008 veröffentlicht. Die Veröffentlichung von Anhédonie wurde erneut international positiv aufgenommen und von weiteren Auftritten in Europa, unter anderem ein erneuter Auftritt während des Festivals Dutch Doom Days sowie ein Engagement als Vorgruppe der Death-Metal-Band Gojira, begleitet. Bereits im Jahr 2007 nahm die Gruppe das Split-Album Bethlehems Bastarde mit der britischen Death-Doom-Band Imindain auf. Das der Dark-Metal-Band Bethlehem gewidmete Tribut-Split-Album Bethlehems Bastarde wurde 2009 veröffentlicht und führte dazu, dass Théry im gleichen Jahr, für die Aufnahme und Veröffentlichung zweier Split-EPs, kurzfristig Bethlehem als Sänger ergänzte.
Zum zehnjährigen Bestehen der Band entschied sich die Gruppe das Demo The Other Path erneut einzuspielen, mit zusätzlichen Live-Aufnahmen und weiteren Stücken versehen veröffentlichte Weird Truth, das erweiterte und neu eingespielte Demo als Doppel-CD-Kompilation Project X. Auf die Veröffentlichung folgten weitere internationale Auftritte, unter anderem ein Konzert in Tunesien sowie ein Auftritt als Headliner des Festivals Doom Over Paris IV.

### L'Être et la nausée
Aufgrund von Auftritten, privaten Verpflichtungen der Musiker, Engagements in weiteren Projekten und verletzungsbedingten Ausfällen – Schlagzeuger Sénécal brach sich während eines Unfalls seinen Knöchel – verzögerten sich die Arbeiten am geplanten dritten Studioalbum, an welchem Ataraxie seit 2009 schreibend tätig war. Die Aufnahmen begannen zum Ende des Jahres 2012 und wurden im Juli 2013 abgeschlossen. Als Studio wählte Ataraxie das im französischen Département Essonne gelegene Worship-Studio von Christophe Marconato. Abgemischt wurde das Album von Sylvain Biguet von Parween. Das Mastern wurde dem amerikanischen, für das Mastern von Veröffentlichungen von unter anderem Jay-Z, Nachtmystium und Voivod bekannten, Studio The Boiler Room überlassen. Im September 2013 erschien sodann L'Être et la nausée, das der Gruppe eine Vielzahl internationaler positiver Besprechungen einbrachte und den Status der Band als eine konstante Größe des Death- und Funeral-Dooms weiter festigte.

### Résignés
Im Jahr 2014 verließ Gitarrist Estève Ataraxie und wurde durch Hugo Gaspar von Fatum Elisum ersetzt. In der neuen Besetzung trat die Gruppe weiterhin international auf und veröffentlichte 2019 mit Résignés ein Album das häufig hoch gelobt, jedoch ebenso als mittelmäßig beurteilt wurde. Résignés wurde von Frédéric Patte-Brasseur im Vault 92 Studio, von Frédéric Gervais im Henosis Studio und von Sylvain Biguet im New Retro Sound Sound Studio. Biguet übernahm auch das Abmischen, während das Mastern erneut durch The Boiler Room vollzogen wurde.

## Stil
Der von Ataraxie gespielte Stil wird zumeist als Funeral Doom oder Death Doom besprochen. Die Band selbst bezeichnet ihre Musik als „Extreme Doom/Death“ und benennt genreprägende Interpreten des Death- sowie des Funeral-Dooms nebst weiteren Interpreten, deren Werk für Genres wie Death Metal, Doom Metal und Post-Metal prägend war, als bedeutsame Einflüsse. Als solche Einflüsse führt die Gruppe Interpreten wie Disembowelment, Thergothon, Candlemass, Trouble, Pentagram, Saint Vitus, Morbid Angel, Autopsy, Incantation, Entombed, Celtic Frost, Mournful Congregation, Evoken, Bethlehem und Neurosis auf.
Entsprechend wird die Musik der Gruppe von Rezensenten als ein „dunkel und bedrohlich klingender Funeral Doom und Death Doom, der zwischen Doom und Death Metal“ wechsele beschrieben. Die Band nutze indes häufig das Zusammenspiel der beiden Gitarristen und präsentiere „äußerst gequälten Gesang“. In diesem Gemenge sei die Musik jener von Evoken, Bethlehem, Funeralium und Disembowelment zu vergleichen.

## Diskografie
- 2001: Live in Rouen (Split-Demo-Album mit Hyadningar, Selbstverlag)
- 2003: The Other Path (Demo, Selbstverlag)
- 2003: Live Doomination (Demo, Selbstverlag)
- 2005: Slow Transcending Agony (Album, Weird Truth)
- 2008: Anhédonie (Album, Weird Truth)
- 2009: Bethlehems Bastarde (Split-Album mit Imindain, Weird Truth)
- 2011: Project X (Kompilation, Weird Truth)
- 2013: L‘Être et la nausée (Album, Weird Truth)
- 2019: Résignés (Album, Weird Truth)